# باربرا جاكوبس روثستاين
باربرا جاكوبس روثستاين (بالإنجليزية: Barbara Jacobs Rothstein)‏ (و. 1939 – م)هي محامية، وقاضية من الولايات المتحدة الأمريكية .

## التعليم
تعلمت في جامعة كورنيل، وكلية هارفارد للحقوق.